# Jamaican International 1975
Die Jamaican International 1975 im Badminton fanden vom 14. bis zum 18. April 1975 in Kingston statt. Der ungesetzte Jamie Paulson schaltete im Viertelfinale Elo Hansen aus und im Halbfinale den Vorjahressieger Sture Johnsson mit 11-15, 18-16 und 15-3.

## Finalergebnisse
| Disziplin    | Sieger                        | Finalist                    | Ergebnis           |
| ------------ | ----------------------------- | --------------------------- | ------------------ |
| Herreneinzel | Flemming Delfs                | Jamie Paulson               | 15-6, 15-2         |
| Dameneinzel  | Lene Køppen                   | Joke van Beusekom           | 11-0, 11-10        |
| Herrendoppel | Mike Tredgett Ray Stevens     | Flemming Delfs Elo Hansen   | 13-15, 15-4, 15-11 |
| Damendoppel  | Lene Køppen Joke van Beusekom | Lesley Harris Barbara Welch | 15-4, 15-12        |
| Mixed        | Elo Hansen Lene Køppen        | Lucio Fabris Barbara Welch  | 15-10, 13-18, 15-3 |